# 博伊靈斯普林萊克斯
博伊靈斯普林萊克斯（英語：Boiling Spring Lakes）是一個位於美國北卡羅萊納州不倫瑞克縣的城市。

## 人口
根據2020年美國人口普查的數據，博伊靈斯普林萊克斯的面積為64.19平方千米，當中陸地面積為62.40平方千米，而水域面積為1.79平方千米。當地共有人口5943人，而人口密度為每平方千米93人。